# Ponte Olímpica
A Ponte Olímpica (em coreano:  올림픽대교) ou Grande Ponte Olímpica é uma ponte que cruza o rio Han, em Seul, Coreia do Sul. A ponte liga os distritos de Gwangjin e Songpa. Sua construção iniciou em 1985, mas não foi concluída até 1990, após os Jogos Olímpicos de Seul em 1988, porque a ponte em construção desabou.

## Acidente
Em 29 de maio de 2001, um helicóptero CH-47D do Exército da Coreia do Sul, colidiu em uma escultura no topo da ponte, e logo após caiu no rio Han, matando todos os três a bordo. O acidente aconteceu pouco antes da horário de pico.